# Желязув (Нижньосілезьке воєводство)
Желязув (пол. Żelazów, нім. Eisdorf) — село в Польщі, у гміні Стшеґом Свідницького повіту Нижньосілезького воєводства.
Населення — 191 особа (2011).
У 1975-1998 роках село належало до Валбжиського воєводства.

## Демографія
Демографічна структура станом на 31 березня 2011 року:
|          | Загалом | Допрацездатний вік | Працездатний вік | Постпрацездатний вік |
| -------- | ------- | ------------------ | ---------------- | -------------------- |
| Чоловіки | 97      | 19                 | 69               | 9                    |
| Жінки    | 94      | 12                 | 61               | 21                   |
| Разом    | 191     | 31                 | 130              | 30                   |